# Warulor (Paciran)
Warulor is een bestuurslaag in het regentschap Lamongan van de provincie Oost-Java, Indonesië. Warulor telt 1553 inwoners (volkstelling 2010).